# Arthur Langedijk
Arthur Langedijk (Nijmegen, 26 augustus 1966) is een Nederlandse handbaltrainer van het Noord-Hollandse SEW.